# Jászalsószentgyörgy, Jász-Nagykun-Szolnok
Jászalsószentgyörgy  este un sat în districtul Jászapát, județul Jász-Nagykun-Szolnok, Ungaria, având o populație de 3.641 de locuitori (2011). 

## Demografie
Componența etnică a satului Jászalsószentgyörgy
     Maghiari (94,63%)
     Romi (5,14%)
     Alții (0,23%)
Componența confesională a satului Jászalsószentgyörgy
     Romano-catolici (71,85%)
     Fără religie (7,11%)
     Reformați (2,09%)
     Necunoscută (18,65%)
     Alte religii (1,98%)
Conform recensământului din 2011, satul Jászalsószentgyörgy avea 3.641 de locuitori. Din punct de vedere etnic, majoritatea locuitorilor (94,63%) erau maghiari, cu o minoritate de romi (5,14%).  Din punct de vedere confesional, majoritatea locuitorilor (71,85%) erau romano-catolici, existând și minorități de persoane fără religie (7,11%) și reformați (2,09%). Pentru 18,65% din locuitori nu este cunoscută apartenența confesională.